# 노니 그리핀
노니 그리핀(영어: Nonnie Griffin, 1933년 10월 22일 ~ 2019년 6월 7일)은 캐나다의 배우이다.
토론토에서 태어났으며 토론토에서 사망하였다. 사인은 대동맥류이다.

## 영화
- 올드 스톡 (2012년)
- 야생의 삶 (2011년)
- 굿펜스 (2003년)
- 로보캅 - TV 시리즈 (1994년)
- 아기 곰 구출단 2 (1986년)